# Morné van den Berg
Pour les articles homonymes, voir Vandenberg.
Pas d'image ? Cliquez ici

a Compétitions nationales et continentales officielles uniquement.

b Matchs officiels uniquement.
Dernière mise à jour le 6 juillet 2025.
Morné van den Berg, né le 24 octobre 1997 à Johannesbourg (Afrique du Sud), est un joueur international sud-africain de rugby à XV jouant au poste de demi de mêlée avec la franchise des Lions en United Rugby Championship et les Golden Lions en Currie Cup.

## Biographie

### Jeunesse et formation
Morné van den Berg naît et grandit à Johannesbourg en Afrique du Sud. Il représente les Golden Lions dès les moins de 16 ans et y fait toute sa formation. Il étudie à l'université du Witwatersrand en 2019 et 2020 et joue pour son équipe durant la Varsity Cup (en).
En 2022, il obtient son diplôme universitaire spécialisé en psychologie et marketing.

### En club
Morné van den Berg fait ses débuts avec les Lions lors d'un match contre les Bulls, en Vodacom Super Hero Sunday. Il joue ensuite son premier match de Super Rugby lors de la première journée de la saison 2020 contre les Jaguares d'Argentine. Il prend part à sept rencontres dans la compétition avant son arrêt à cause de la pandémie de Covid-19.
Au mois de mars 2022, il prolonge son contrat de deux ans, et devient donc lié aux Lions jusqu'en 2024. Il s'est imposé comme un joueur important de son équipe et forme une charnière complémentaire avec Jordan Hendrikse.

### En sélection
En 2024, il est retenu dans le groupe des Springboks pour les matchs amicaux estivaux. Il obtient sa première sélection avec l'Afrique du Sud contre le Portugal en juillet 2024 et les Sud-Africains s'imposent 64 à 21. Trois jours plus tard, il est convoqué en sélection par Johan Erasmus pour le Rugby Championship. Il est titulaire pour le deuxième match face à l'Australie, puis n'est pas conservé pour la suite de la compétition. Il fait finalement son retour dans le groupe pour la dernière journée après la blessure de Grant Williams qu'il remplace.
Le 5 juillet 2025, à l'occasion d'un test estival contre l'Italie, (remporté 42-24) il honore sa 3ème sélection et marque un doublé qui sont ses premiers essais en sélection. Il est même élu homme du match.